# Семипалатинский областной казахский драматический театр им. Абая
Государственный казахский музыкально-драматический театр им. Абая города Семей Абай Область — один из первых и ведущих театров Казахстана. Театр был открыт 1934 года.

## История
Государственный казахский музыкально-драматический театр им. Абая является самым первым культурном центром искусства, среди всех казахских театров. Доказательством этому является начало нового искусства казахского народа — премьера пьесы «Енлик — Кебек», поставленная в 1917 году под руководством Мухтара Ауэзова на джайлау «Ойкудык». Это исторически доказанное и своевременно подтвержденное событие.
В 1934 году театр был официально открыт спектаклем «Месть» Ильяса Жансугурова. В театре ставились произведения М. Ауэзова, Г. Мусрепова, Б. Майлина, Г. Мустафина, Р. Гамзатова, Ш. Айтматова. Золотым фондом репертуара театра стали пьесы «Енлик — Кебек», «Каракоз», «Козы-Корпеш — Баян-сулу», «Айман — Шолпан», «Под волчьей шляпой». В театре есть сифонный оркестр и балетная группа.
Одна из самых известных актрис театра была Куляш Сырымбетовна Сакиева — Народная артистка Казахской ССР, «Кавалер ордена Парасат», почетный гражданин г. Семей и Зайсанского района Восточно-Казахской области

## Труппа
1. Имаханов Бекен — Народный артист Республики Казахстан, почетный гражданин г. Семей
2. Сапарбек Ашимбеков — Деятель культуры РК, «Кавалер ордена Курмет»
3. Ногайбаев Болат Даретбайулы — Заслуженный деятель культуры Республики Казахстан
4. Мырзахан Сыдыков — Деятель культуры РК
5. Толеуханова Рыспубе Ахметкалиевна — «Отличник культуры» РК
6. Баирова Асем Баймурзаевна — Деятель культуры РК
7. Тоймбаева Бакыт Ахметжановна — Деятель культуры РК
8. Манекина Айжан Базартаевна — Деятель культуры РК
9. Муханбетова Шолпан Асқарқызы — Деятель культуры РК
10. Бекбаева Сандибала Орткалиевна — «Отличник культуры» РК
11. Идрисова Даметкен — Деятель культуры РК
12. Айдарханова Альмира Муталлаповна (артист балета) — «Отличник культуры» РК

## Награды и премии
• Театр им. Абая является Лауреатом Международного театрального фестиваля в Каире, а также многочисленным Лауреатом Республиканских театральных фестивалей.
• В 2014 году театр участвовал в Региональном фестивале казахстанских театров «Алаштың ардақтысы», посвященном 125-летию Ж. Аймаутова, где был награждён дипломом в номинации «За пропаганду литературы».
• Театр имени Абая был награждён Почетной грамотой за участие в І Республиканском театральном фестивале «Тұңғышбай әл-Тарази Таразға шақырады», проходившем в городе Тараз.
• В 2015 году коллектив театра им. Абая принимал участие в Международном театральном фестивале в г. Усть-Каменогорске со спектаклем А.Тлеухана «Керей хан — хан Жанибек», где был удостоен главного приза Гран-При.
• В 2016 году театр принимал участие в театральном фестивале имени Р.Отарбаева со спектаклем «Мұстафа Шоқай» в г. Атырау, где занял третье место. Артистка театра, ҚР Мәдениет қайраткері Асем Баирова награждена дипломом в номинации «Приз зрительских симпатий».
• В 2016 году театр был приглашен в город Уральск на Международный театральный фестиваль имени Иран-Ғайыпа со спектаклем «Адасқан бақ құсы». Дипломом в номинации «Лучшая мужская роль» награждён ҚР Мәдениет қайраткері Бауыржан Тулеков, дипломом в номинации «Лучшая женская роль» награждена артистка театра, ҚР Мәдениет қайраткері Бакыт Тоймбаева.
• В 2017 году в г. Атырау на Республиканском театральном фестивале известного драматурга Ирана Гайыпа «Мәңгілік елдің алтын адамы» театр был награждён дипломом за спектакль «Адасқан бақ құсы» и получил высокую оценку жюри. За лучшую мужскую роль «Керкеткен-Патша-Әмірші» был награждён грамотой артист театра Бауыржан Тулеков.
• Театр участвовал в Международной выставке «ЭКСПО-2017» в г. Астане с театрализованным представлением о казахских традициях и представили героев казахского народа, великих поэтов и писателей.

## Текущий репертуар
• «Жас Абай» /опера/ Т. Ибрагимов
• «Боранды бекет» /драма/ Ч. Айтматов
• «Сотанайдың соңғы үйленуі» /водевиль/ О. Боранбаев
• «Бір түп алма ағашы» /драма/ А. Оразбеков
• «Жан азасы» /поэтическая драма/ О. Бодыков
• «Махаббат, қызық мол жылдар» /драма/ А. Нуршайыков
• «Өз отыңды өшірме» /драма/ О. Бокей
• «Мұстафа Шоқай» /драма/ Р. Отарбай
• «Мәңгілік бала бейне» /драма/ Р.Муканова
• «Тендірге түскен әйел» /драма/ М. Сарсекеев
• «Қозы Көрпеш — Баян сұлу» /трагедия/ Г. Мусирепов
• «Үйлену» /комедия/ Е. Жуасбек
• «Отыз ұлың болғанша» /комедия/ О. Иоселиани
• «Мұңмен алысқан адам» /драма/ Ж. Алмашулы
• «Ғашықтар хикаясы» /комедия/ К. Жунисов
• «Қасқырлар» (легенда) Е. Толеубай
• «Абай» /трагедия/ М. Ауезов
• «Керей Хан — Хан Жәнібек» /драма/ А. Тлеухан
• «Башмақ жоғалды» /музыкальная комедия/ Т. Гиззат
• «Қара пима» /драма/ У. Есдаулет
• «Ең жақсы еркек» /комедия/ С. Балгабаев
• «Жарқанат» /оперетта/ И. Штраус
• «Ахметтің аманаты» /драма/ А. Актай
Детские спектакли:
• «Қайсар мінезді қошақан» /сказка/ Б. Узаков
• «Алдар Көсенің дүрбісі» /сказка/ М. Алибек
• «Таңғажайып саяхат» /сказка/ К. Ежембеков
• «Ауылдағы демалыс» /сказка/ Г. Завалов
• «Жақсылық пен Жамандық» /сказка/ Иран-Гайып
• «Батыл көжектер» /сказка/ С. Касымбек